# Malgassapeira concors
Malgassapeira concors är en fjärilsart som beskrevs av Pierre E.L. Viette 1977. Malgassapeira concors ingår i släktet Malgassapeira och familjen mätare. Inga underarter finns listade i Catalogue of Life.